# 字形输入法
在汉字输入法中，完全依据汉字的笔画和字形特征进行编码的输入法称为字形輸入法、形码輸入法或形碼，典型的如倉頡輸入法、嘸蝦米輸入法、大易輸入法、五笔字型输入法、郑码输入法、表形码和行列輸入法等等。最簡單的筆畫輸入法、筆順輸入法也是形码输入法。

## 特色
形码输入法，會把漢字若干的簡單筆畫、部件或形塊，列為「字根」，然後由字根組合拼砌成整個漢字的字形。按輸入法規則，順序輸入構成該漢字字形的字根，就可以打出該漢字。爲免輸入碼過長，通常也有規則說明如何省略若干的字根，保留好些字根。
由於標準鍵盤鍵位有限，多數形码输入法會把若干有關係的字根歸進同一鍵中。該鍵的代表字根，一般稱爲主要字根或主根，而歸進主根麾下的字根，則稱輔助字根或輔根。大多數形碼輸入法，主根與輔根之間，或同一主根麾下的各輔根之間，都在字形特徵上有某些相似關係。例如倉頡輸入法、大易輸入法強調字根之間的視覺關聯；行列輸入法重視字根起筆、收筆筆形；五筆字型輸入法依字根的起筆分區；鄭碼輸入法則把字根分區碼及位碼，除了約30個純區位字根外，其他字根都嘗試歸作區碼加位碼的形式，同區碼的字根會有某些字形共通點。
然而也有形碼輸入法是例外的，例如嘸蝦米輸入法，除了某些字根因外形與主鍵的英文字母形狀相像（官方聲像們「形」似），或與該鍵其他字根外形相似（官方稱「搖頭擺尾」）而歸鍵外，還有不少字根因讀音相似（某些取官話，某些取台灣閩南語，並不包括粵語等其他漢語語言）或英譯而歸根。

## 其他特色
| 字形输入法     | 時間   | 輔助字根數                      | 大五碼重碼率 共5401個常用字                                                       | GB18030 共27533條字中：    | Unicode                                                                |
| -------------- | ------ | ------------------------------- | --------------------------------------------------------------------------------- | -------------------------- | ---------------------------------------------------------------------- |
| 倉頡輸入法     | 1976年 | 140個（含難字根）               | 三代：434÷5401=8.04%                                                              | 五代: 690／13356＝ 5.166％ |                                                                        |
| 郑码           | 1980年 | 約170個                         | 不明                                                                              |                            |                                                                        |
| 五笔字型输入法 | 1983年 | 約200個                         | 86版最短码：(5401 - 5264) / 5401 = 2.54% 86版最长码：(5401 - 5175) / 5401 = 4.18% |                            | 86版: 9715字 (35.28%) 98版：9670字 (35.12%) 新世紀版: 10065字 (36.56%) |
| 大易輸入法     | 1988年 | 約250個                         | 三碼：2115÷5401=39.16% 四碼：613÷5401=11.35%                                      |                            |                                                                        |
| 嘸蝦米輸入法   | 1989年 | 基本字根約350個 簡速字根約150個 | 2515÷5401=46.57%                                                                  |                            |                                                                        |
| 行列輸入法     | 1992年 | 超過300個                       | 三十：1064÷5401=19.70%                                                            |                            |                                                                        |

形碼輸入法由於依據漢字的笔画和字形特征編碼，使用者通常必須熟悉漢字的形體才能正確輸入，因此慣用形碼輸入法的使用者通常比使用音碼輸入法不容易遺忘漢字字形或忘記怎麼寫字。
形碼輸入法的重碼率通常比音碼輸入法低很多，大部分都不需也不使用人工智慧自動選字。
但由於同一個字的字型眾多，有時顯示的字形和編碼所據的字形不同，而造成取碼容易錯誤，因此使用者有時還須瞭解某些字常見的字型差異，才能正確輸入。例如倉頡輸入法中，據「為」、「溫」、「恒」之形取碼，與據「爲」、「温」、「恆」之形取碼，會有所不同。初學者若不了解，會造成拆碼錯誤。
為便利使用，形碼輸入法大多設有容錯碼、萬用碼以增加輸入法對於異體字的處理能力，有些還設有簡碼以加快輸入速度。
形码输入法由于重码率远低于音码，极限打字速度一般来说比智能拼音更快，且更易于实现盲打。但其缺点在于需要记忆、學習和练習一段時間才能熟练使用。因此目前多数专业的文字处理人员习惯用形码输入法，普通用户则大多惯用拼音類型的輸入法輸入汉字。

## 發展历程
随着地理环境交流的发展，汉字输入法不断扩充字符集（或包含汉字数），以达到繁體字与简体字通用的目的。主流形码输入法为了解决字符数扩充导致重码数增加的问题，大都推出了新版字根布局系统（如98五笔、郑码、蒼頡檢字法（倉頡輸入法六代）等），取码方式及拆字方法没有变化或变化不大。其中字根布局系统为了解决字根过多易产生重码的问题而向字根双编码（如郑码）及用已有字根组合新字根（如仓颉码）两个方向发展；取码方式及拆字方法则希望可以更多取到字形的整体结构而非仅开头部分。

## 參看
- 中文輸入法列表
- 中文输入法
- 拼音输入法

1. ↑  參見：原始驗證檔案[永久]